# Dendronephthya sinensis
Dendronephthya sinensis är en korallart som beskrevs av Pütter 1900. Dendronephthya sinensis ingår i släktet Dendronephthya och familjen Nephtheidae. Inga underarter finns listade i Catalogue of Life.